# Księga ilustrowana wiadomości pożytecznych
Księga ilustrowana wiadomości pożytecznych – jednotomowa, ilustrowana, polska encyklopedia ogólna, która wydana została w 1899 w Warszawie przez wydawnictwo Michała Arcta .

## Opis
Pełny tytuł publikacji brzmiał Księga ilustrowana wiadomości pożytecznych: popularny podręcznik encyklopedyczny z dziedziny: aeronautyki, anatomii, architektury, astronomii, botaniki, chemii, elektrotechniki, fizyki, fizyologii, geologii, geografii fizycznej, hygieny, kosmografii, matematyki, medycyny, mineralogii, meteorologii, ogrodnictwa, przemysłu, rolnictwa, sztuki, technologii, wojskowości, zoologii, żeglarstwa objaśniony 2500 rysunkami . 
Encyklopedia miała charakter podręcznej encyklopedii ogólnej przeznaczonej dla młodzieży oraz dorosłych. Zawierała krótkie i zwięzłe hasła. Na końcu zamieszczony został indeks nazw zoologicznych i botanicznych do haseł o tej tematyce, które zamieszczono w encyklopedii. Wydano jeden tom:
- t. I, 1080 stron, 2500 czarno-białych rycin, Warszawa 1899[1] ,